# Mesosa siamensis
Mesosa siamensis es una especie de escarabajo longicornio del género Mesosa, categorizada en la tribu Mesosini, de la subfamilia Lamiinae. Fue descrita por Breuning en 1938.

## Descripción
Mide 18 mm de longitud.

## Distribución
Se distribuye por Tailandia.